# Кріс Бруно
Кріс Бруно, повне ім'я Крістофер Малкольм Бруно (англ. Chris Bruno, англ. Christopher Malcolm Bruno, нар. 15 березня 1966) — американський кіно- і телеактор, відомий за роль шерифа Волта Баннермана в т/с  Мертва зона.

## Біографія
Народився в Мілфорді, штат Коннектикут. У коледжі Бруно був активним як в театрі, так і в спорті. Після травми, що призвела до закінчення лижної кар'єри, в той час за місцем навчання у Вермонті, він пробувався та отримав на головну роль у п'єсі Mandrake. Перевівся до Університету штату Нью-Йорк в Стоні Брук як театральний мажор, став стартовим пітчером для бейсбольної команди школи.
Незабаром після закінчення коледжу Бруно приєднався до акторського складу NBC, Інший світ, як Денніс Керрінгтон Вілер, і був номінований на премію за найкращий сценічний дебют. Після цього проекту отримав роль Майкла Делані на АВС Всі мої діти.
У 2001 році отримав роль Волта Баннермана, у фантастичному драматичному телесеріалі Мертва зона, прем'єра якого отримала найвищий рейтинг кабельного телебачення на той момент. У п'ятому сезоні відбувся режисерський дебют Бруно, епізод «День незалежності», присвячений у пам'ять про свою матір, Ненсі М. Бруно, яка померла від раку. Його брат, Ділан Бруно, був запрошеним актором. Бруно залишив проект після п'яти сезонів; його персонаж був убитий на початку шостого. Бруно зробив три додаткові появи в частину останнього сезону.
Знявся разом з Ентоні Хопкінсом у фільмі Роджера Дональдсона 2005 р. Найшвидший «Індіан».

## Особисте життя
Його зріст — 1,83 м. Вільно володіє французькою. Його молодший брат, Ділан Бруно, грав роль Колбі Грейнджер в т/с 4исла. Його батько — актор Скотт Бруно (нар. 1942). 
Мав стосунки зі співачкою Деборою Гібсон протягом двох років у середині 1990-х.

## Вибрана фільмографія
- Хроніки Пейна (2012) — Томас Пейн
- Правда ніколи не бреше (2009) — незнайомець
- Клітка 2 (2009) — шериф Харріс
- Грендель (2007) — Беовульф
- Найшвидший «Індіан» (2005) — Боб Хайбі
- Мертва зона (2002-2007) - Шериф Волт Баннерман
- Друг моєї подруги (1999) — Кліфф
- Всі мої діти (1995-1997) — Майкл Делані
- Інший світ (1991-1998) — Денніс Керрінгтон Вілер